# 白人內疚感
白人內疚感通常是指一些白人對於歷史上或現在的對有色人種所遭受的種族主義對待而背負的個人或集體的內疚感。這個詞通常帶有貶義（並在美國政治圈內帶有黨派色彩）。白人內疚感被描述為種族主義對白人的心理成本之一，以及對種族主義行為或非白人恐懼的同情反應。
1978年出版的《白人意識：反種族主義訓練手冊》的作者朱迪思·卡茨對於她所說的自我放任的白人內疚感關注（self-indulgent white guilt fixations）持批評態度。她對於白人內疚感的關注使得她從她反種族主義培訓的白人-黑人組轉到全白人組。她也避免請非白人來教育白人，她說，因為她發現這會使得白人專注於獲得接受和原諒而不是改變他們自己的行為和信念。
保守派的黑人政治作家謝爾比·斯蒂爾在他2006年的書《白人內疚感：白人和黑人是如何打破民權運動時代的承諾》中展開談到這個概念。斯蒂爾批評「白人內疚感」（英語：white Guilt），說其只不過是「黑人力量」觀念的另一種表達而已：
白人（和美國的機構）必須承認歷史上的種族主義來進行自我救贖，但是他們一旦承認了這個，他們就失去了所有有關種族、平等、社會公義、貧窮等等的道德權威。……他們的權威被轉移到歷史種族主義的受害者身上，並成為他們巨大的社會力量。這就是為何白人內疚字面上就相當於黑人力量一樣。